# Liste des communautés francophones en Ontario
La liste des communautés francophones en Ontario répertorie les municipalités avec un fort pourcentage de Franco-Ontariens dans la province canadienne de l'Ontario.
La moyenne provinciale des Ontariens dont la langue maternelle est le français est de 3,3%, avec un total de 463 120 personnes en Ontario qui s'identifient comme ayant le français comme langue maternelle en 2021. La majorité des francophones en Ontario vivent dans l'est et le nord-est de l'Ontario. Bien que la plupart des communautés dans ces régions aient d'importantes minorités francophones, plusieurs municipalités ont des majorités francophones.
La plupart de ces endroits sont désignés comme régions de services en français en vertu de la Loi sur les services en français, une loi provinciale, ce qui signifie que les services du gouvernement de l'Ontario doivent être offerts en français.
| Municipalité                 | Type             | Comté, district ou municipalité régionale | Population totale | Pourcentage de la population dont le français est la langue maternelle |
| ---------------------------- | ---------------- | ----------------------------------------- | ----------------- | ---------------------------------------------------------------------- |
| Alfred et Plantagenet        | Canton           | Prescott et Russell                       | 9 949             | 71 %                                                                   |
| Armstrong                    | Canton           | Timiskaming                               | 1 199             | 52 %                                                                   |
| Beckwith                     | Canton           | Lanark                                    | 9 021             | 5 %                                                                    |
| Black River-Matheson         | Canton           | Cochrane                                  | 2 572             | 23 %                                                                   |
| Blind River                  | Ville            | Algoma                                    | 3 422             | 14 %                                                                   |
| Bonfield                     | Canton           | Nipissing                                 | 2 146             | 20 %                                                                   |
| Callander                    | Municipalité     | Parry Sound                               | 3 964             | 9 %                                                                    |
| Carleton Place               | Ville            | Lanark                                    | 12 517            | 5 %                                                                    |
| Casselman                    | Village          | Prescott et Russell                       | 3 960             | 71 %                                                                   |
| Champlain                    | Canton           | Prescott et Russell                       | 8 665             | 59 %                                                                   |
| Clarence-Rockland            | Ville            | Prescott et Russell                       | 26 505            | 57 %                                                                   |
| Chapleau                     | Canton           | Sudbury                                   | 1 942             | 33 %                                                                   |
| Chisholm                     | Canton           | Nipissing                                 | 1 312             | 10 %                                                                   |
| Cochrane                     | Ville            | Cochrane                                  | 5 390             | 33 %                                                                   |
| Cornwall                     | Ville            | Stormont, Dundas et Glengarry             | 47 845            | 19 %                                                                   |
| Deep River                   | Ville            | Renfrew                                   | 4 175             | 5 %                                                                    |
| East Ferris                  | Municipalité     | Nipissing                                 | 4 946             | 19 %                                                                   |
| Hawkesbury Est               | Canton           | Prescott et Russell                       | 3 418             | 58 %                                                                   |
| Elliot Lake                  | Ville            | Algoma                                    | 11 372            | 12 %                                                                   |
| Englehart                    | Ville            | Timiskaming                               | 1 442             | 7 %                                                                    |
| Espanola                     | Ville            | Sudbury                                   | 5 185             | 12 %                                                                   |
| Rivière des Français         | Municipalité     | Sudbury                                   | 2 828             | 39 %                                                                   |
| Grand Sudbury                | Ville            | Municipalité à palier unique              | 166 004           | 23 %                                                                   |
| Greenstone                   | Municipalité     | Thunder Bay                               | 4 309             | 21 %                                                                   |
| Hawkesbury                   | Ville            | Prescott et Russell                       | 10 194            | 72 %                                                                   |
| Hearst                       | Ville            | Cochrane                                  | 4 794             | 84 %                                                                   |
| Huron Shores                 | Municipalité     | Algoma                                    | 1 860             | 5 %                                                                    |
| Ignace                       | Canton           | Kenora                                    | 1 206             | 7 %                                                                    |
| Iroquois Falls               | Ville            | Cochrane                                  | 4 418             | 33 %                                                                   |
| Kapuskasing                  | Ville            | Cochrane                                  | 8 057             | 63 %                                                                   |
| Kirkland Lake                | Ville            | Timiskaming                               | 7 750             | 12 %                                                                   |
| Lakeshore                    | Ville            | Essex                                     | 40 410            | 5 %                                                                    |
| Laurentian Hills             | Ville            | Renfrew                                   | 2 885             | 6 %                                                                    |
| Laurentian Valley            | Canton           | Renfrew                                   | 9 450             | 5 %                                                                    |
| Manitouwadge                 | Canton           | Thunder Bay                               | 1 974             | 12 %                                                                   |
| Marathon                     | Ville            | Thunder Bay                               | 3 138             | 9 %                                                                    |
| Markstay-Warren              | Municipalité     | Sudbury                                   | 2 708             | 30 %                                                                   |
| Mattawa                      | Ville            | Nipissing                                 | 1 881             | 25 %                                                                   |
| Merrickville-Wolford         | Village          | Leeds et Grenville                        | 3 135             | 6 %                                                                    |
| Moonbeam                     | Canton           | Cochrane                                  | 1 157             | 71 %                                                                   |
| Nipissing                    | Réserve indienne | Nipissing                                 | 1 640             | 14 %                                                                   |
| North Bay                    | Ville            | Nipissing                                 | 52 662            | 11 %                                                                   |
| North Dundas                 | Canton           | Stormont, Dundas et Glengarry             | 11 304            | 8 %                                                                    |
| Glengarry Nord               | Canton           | Stormont, Dundas et Glengarry             | 10 144            | 35 %                                                                   |
| North Grenville              | Municipalité     | Leeds et Grenville                        | 17 964            | 6 %                                                                    |
| North Stormont               | Canton           | Stormont, Dundas et Glengarry             | 7 400             | 26 %                                                                   |
| Nord-Est de l'île Manitoulin | Ville            | Manitoulin                                | 2 641             | 5 %                                                                    |
| Ottawa                       | Ville            | Municipalité à palier unique              | 1 017 449         | 13 %                                                                   |
| Pembroke                     | Ville            | Renfrew                                   | 14 364            | 6 %                                                                    |
| Penetanguishene              | Ville            | Simcoe                                    | 10 077            | 8 %                                                                    |
| Petawawa                     | Ville            | Renfrew                                   | 18 160            | 10 %                                                                   |
| Russell                      | Canton           | Prescott et Russell                       | 19 598            | 38 %                                                                   |
| Sables-Spanish Rivers        | Canton           | Sudbury                                   | 3 237             | 9 %                                                                    |
| Saint-Charles                | Municipalité     | Sudbury                                   | 1 357             | 41 %                                                                   |
| Smooth Rock Falls            | Ville            | Cochrane                                  | 1 200             | 58 %                                                                   |
| South Glengarry              | Canton           | Stormont, Dundas et Glengarry             | 13 330            | 25 %                                                                   |
| South Stormont               | Canton           | Stormont, Dundas et Glengarry             | 13 570            | 14 %                                                                   |
| Temiskaming Shores           | Ville            | Timiskaming                               | 9 634             | 28 %                                                                   |
| Terrace Bay                  | Canton           | Thunder Bay                               | 1 528             | 4 %                                                                    |
| La Nation                    | Municipalité     | Prescott et Russell                       | 13 350            | 63 %                                                                   |
| Timmins                      | Ville            | Cochrane                                  | 41 145            | 33 %                                                                   |
| Tiny                         | Canton           | Simcoe                                    | 12 966            | 7 %                                                                    |
| Wawa                         | Municipalité     | Algoma                                    | 2 705             | 17 %                                                                   |
| Welland                      | Ville            | Niagara                                   | 55 750            | 7 %                                                                    |
| Nipissing Ouest              | Municipalité     | Nipissing                                 | 14 583            | 56 %                                                                   |

Un certain nombre de petites municipalités ont également une population francophone élevée. Il s'agit notamment des municipalités à majorité francophone de Dubreuilville (79 %), Fauquier-Strickland (68 %), Mattice-Val Côté (82 %), Opasatika (63 %) et Val Rita-Harty (71 %).
Les petites municipalités à minorité francophone comprennent Baldwin (11 %), Billings (10 %), Brethour (10 %), Calvin (10 %), Casey (42 %), Chamberlain (6 %), Chapleau Cree Fox Lake (8 %), Charlton et Dack (5 %), Cobalt (13 %), Coleman (25 %), Dokis (10 %), Dorion (5 %), Evanturel (9 %), Gauthier (17 %), Harley (28 %), Harris (30 %), Head, Clara and Maria (6 %), Hornepayne (10 %), Hilliard (21 %), Hudson (18 %), James (19 %), Jocelyn (7 %), Kerns (11 %), Larder Lake (19 %), Latchford (11 %), Matachewan (17 %), Matachewan (15 %), Mattagami (5 %), Mattawan (26 %), McGarry (38 %), Nairn et Hyman (9 %), Temagami (13 %), The North Shore (15 %), Papineau-Cameron (22 %), Spanish (18 %), Thornloe (28 %) et White River (13 %).